# Бородино (деревня, Можайский городской округ)
Бородино́ — деревня в Можайском районе Московской области, административный центр сельского поселения Бородинское.
Деревня расположена 12 км западнее Можайска на автомобильной трассе Можайск — Уваровка. Расстояние до ближайшей железнодорожной станции в посёлке Бородино — 4 км.
Впервые упоминается в 1601 году в Можайских Писцовых книгах. Деревней последовательно владели Коноплёвы, Савёловы, Евдоким Щербинин, Давыдовы и императорская фамилия.
Мировую известность Бородино получило после Бородинского сражения Отечественной войны 1812 года, произошедшего в его окрестностях 26 августа (7 сентября) 1812 года.
В деревне Бородино расположена Церковь Смоленской иконы Божией Матери. Ранее располагался императорский дворец. Южнее деревни, на Бородинском поле у посёлков Бородинское Поле и Бородинского музея расположен «Бородинский военно-исторический музей-заповедник».

## Физико-географическая характеристика
Село Бородино расположено в южной части Валуево-Старосельской ландшафтной местности. В пределах территории села наблюдается два ландшафтных элемента: моренная полого-волнистая равнина и надпойменные террасы рек Колочи и Воинки. Основную часть села занимает южный склон доминирующей над местностью возвышенности. Нижняя часть склона имеет уклон 13-15°. Западный склон возвышенности, который обращён к реке Воинке, имеет более резкий уклон, заканчивающийся обрывистым берегом. Западная часть села, фактически находящаяся на второй надпойменной террасе за р. Войной, располагается на юго-восточном пологом склоне водораздела рек Сетки и Войны.

## История

### Ранняя история

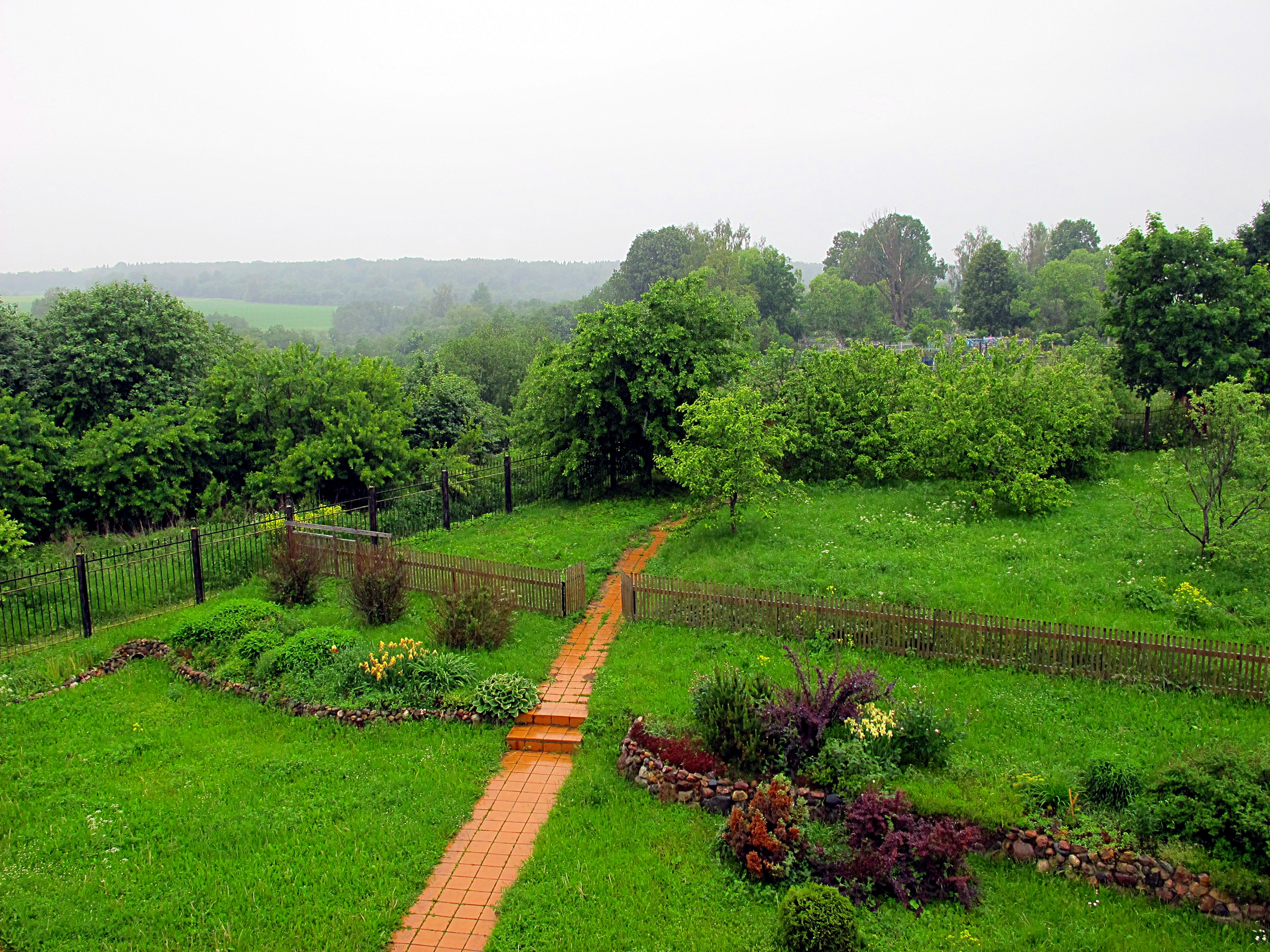
Вид на Бородинское кладбище со второго этажа Церкви Смоленской иконы Божией Матери. 2012 год

Археологические данные говорят о заселении этих мест во второй половине I тысячелетия финскими, а затем славянскими племенами.
Хорошо сохранившиеся земляные валы городища I—II веков н. э. расположенного недалеко от деревни Горки можно считать первым по времени военно-историческим памятником Бородинского поля.
Однако первые письменные упоминания о деревне Бородино относятся к XVII веку.
Земли, на который расположилось село Бородино, были присоединены к Московскому княжеству в начале XIV века и находились на порубежных с Литвой территориях через которые проходила древняя Смоленская дорога. Крестьяне на этих землях занимались хлебопашеством — возделывали озимую рожь, яровой ячмень, овёс, пшеницу-ледянку, лён, коноплю и гречиху. Их состояние оценивалось как «изрядное» и «средственное». Женщины, кроме полевых работ, занимались прядением льна и шерсти, ткачеством и вязанием «для своего употребления». Однако их владения часто страдали «от всяких бродяг и бунтовщиков и от поляков». Многие сёла после этого нашествия даже в конце XVIII века числились пустошами.
По некоторым данным, сельцо Бородино впервые упоминается в Можайских Писцовых книгах в 1601 году. До Смутных времён местность, где расположена деревня Бородино числилась как «погост Воздвиженский на государеве царёве земле на речке Вейне с церковью Воздвижения Креста Господня и приделом святителя Николая» у сельца Бородино на этом погосте «в церкве образы и свечи и книги и всякое церковное строение было мирское приходных людей».
До построения в Бородине собственного храма жители всей округи были прихожанами храма Воздвижения Креста Господня, находившегося на другом берегу речки Колочи при впадении в неё ручьёв Стонец и Прудки (Огник). Эта церковь с приделом (нижним храмом) в честь Святителя Николая, архиепископа Мир Ликийских была уничтожена в Смутное время, вероятнее всего в 1609 году. После этого местные жители стали прихожанами в храме Вознесения Господня в селе Семёновском, также имевшем нижний придел во имя Николая Чудотворца. Известия об этом храме обрываются в середине XVII века.
С начала XVII века, деревня была известна как владение первого русского царя из династии Романовых Михаила Фёдоровича, которое после 1613 года было подарено им как «Государево Царёво жалованье» «ястребнику» (должность в «царёвой охоте») можайскому городовому дворянину Фёдору Коноплёву сыну Василия Коноплёва, владевшим соседним сельцом — Шевардино. Он принадлежал к служилому роду, представители которого упоминаются в документах конца XVI века.
В 1626—1627 годах эта территория упоминается в Можайских Писцовых книгах письма и меры Никифора Неплюева и подьячего Алексея Берестова, как «место церковное, пашни лесом поросли», а собственно Бородино, как сельцо Колоцкого стана Можайского уезда. Тогда половина села Бородино — «место дворовое его вотченниково да четыре места дворовых крестьянских» была записана за Богданом Васильевичем Коноплёвым, который в 1595—1598 годах был губным старостой и имел двор в Можайске, а другая половина — «четыре места крестьянских и бобыльских» за его двоюродным братом (по другим данным — племянником) Дмитрием Михайловичем Коноплёвым. Село им дал Фёдор Васильевич Коноплёв в обмен на вклад, данный его братом Богданом при пострижении Фёдора, во иноках Федосея, в Пафнутьево-Боровский монастырь.
В 1646 году, после Богдана Васильевича Коноплёва «полсельца Бородина» было за Любимом (Онуфрием) Михайловичем Коноплёвым, братом Дмитрия Михайловича, а в 1666 году половиной села с господским двором владел его сын Дмитрий Онуфриевич, затем внук — Богдан Дмитриевич.
В 1666 году Дмитрий Михайлович Коноплёв отдал свою половину села в приданое дочери Евфимии Дмитриевне, вышедшей замуж за будущего окольничего Тимофея Петровича Савёлова (Савёлова-Верейского) брата будущего Патриарха Московского Иоакима (Ивана Петровича Савёлова).
Пять лет спустя в 1671 году к Тимофею Петровичу перешла и вторая половина Бородина, которую Богдан Коноплёв отдал в залог своего долга и не сумел выкупить. В Писцовых книгах 1678 года село полностью числилось за Тимофеем Петровичем Савёловым и представляло собой господский дом и четыре людских двора, где проживали 23 человека.
Будучи братом Патриарха Иоакима, Тимофей Петрович Савёлов занимал всё более высокие посты при дворе: в 1676 году он стольник, 1678 — думный дворянин, 1689 — окольничий. Кроме того, в период патриаршества брата являлся патриаршим боярином был воеводой в Трубчевске и Суздале. По некоторым данным, был также воеводой Можайска и адъютантом фельдмаршала графа Бориса Петровича Шереметева, членом суда над царевичем Алексеем. В это же время Пётр Тимофеевич расширил свои владения в Можайском уезде, купив у Лаврентия Григорьевича Усова половину сельца Семёновского, а в 1696 году — и часть Семёновского, принадлежавшую Семёну и Якову Ануфриевичам Коноплёвым.
В 1697 году (1698?) Пётр Тимофеевич Савёлов начал строить в Бородине церковь; 15 марта 1699 года он умер и был похоронен в Можайском Лужецком монастыре. Продолжил строительство церкви его сын Пётр Тимофеевич. В 1701 году «февраля в 18 день выдан Антиминс по благословенной грамоте Можайского уезду сельца Бородино в новопостроенную церковь во имя Рождества Христова», вскоре после чего храм с приделом преподобного Сергия Радонежского был освящён.
По данным С. Р. Долговой, после смерти Тимофея Петровича владения в Можайском уезде переходят к его сыну Тимофею Тимофеевичу Савёлову (1668—1741). Он был с 1689 года стольником, в 1700 — генеральс-адъютантом А. А. Вейде, с 1703 — флигель-адъютант Б. П. Шереметева, с 1709 года — подполковник; в конце жизни состоял членом Мастерской и Оружейной палат.
Ему удалось несколько увеличить свои имения в Можайском уезде: в 1712 году он выменял у Ивана Бибикова принадлежавшую тому часть сельца Горки. При нём в ревизских сказках 1723 года в селе Бородино впервые упоминается уже существующая церковь Рождества Христова. Единственным наследником Тимофея Тимофеевича был сын — Пётр Тимофеевич, который служил в конюшенном ведомстве, имел поместья в Московской, Владимирской и Саратовской губерниях, и являлся обладателем 8000 душ крепостных. В Можайском уезде в наследство от отца ему достались село Бородино и деревни Семёновское и Горки. Пётр Тимофеевич продолжал деятельность отца по расширению имения, приобрёл сельцо Маслово, принадлежавшее до этого его двоюродному дяде — капитану Ивану Иоилиевичу Коноплёву.
После смерти Петра Тимофеевича Бородинская земельная дача с деревнями Горки и Семёновское неоднократно дробилась, переходила из рук в руки между его потомками и другими владельцами.
С 1746 года селом владела его вдова Афинья Семёновна и родные братья Тимофей и Афанасий, потом их дети Пётр Тимофеевич, Автомон и Алексей Афанасьевичи, затем их дети Николай Петрович и Василий Автомонович.
«В 1766 году августа 31 дня первоклассным землемером коллежским асессором Александром Колобовым» было произведено межевание. Его материалы использовались в XIX века для специального размежевания, в частности, отмежевания Бородинского императорского имения в 1838 году. В селе Бородино тогда находились «дом господский деревян на каменном фундаменте», конский завод, две водяные мельницы, а также 16 крестьянских дворов, где проживало 78 мужчин и 74 женщины, через село проходила столбовая дорога из Москвы в Смоленск (Новая Смоленская дорога).
В 1768 году принадлежавшая последнему из потомков Савёловых часть села была продана с аукциона за долги Евдокиму Алексеевичу Щербинину, дочь которого, Елена, вышла замуж за Василия Денисовича Давыдова.
«Экономические примечания» 1774 года содержат лишь общие сведения о владельцах Бородинской дачи: «Село Бородино с деревнями и пустошьми общего владения реченых господ Щербинина, Колычева и лейб-гвардии Конного полка подпоручика Николая Петрова сына Савёлова 1912 дес., 712 саж., 199 душ», к общему владению которых относился «погост Воздвиженский».
В 1798 году (по другим данным, в 1799 году) отставной бригадир Василий Денисович Давыдов (1747—1808), соратник Суворова, купил имение с господским домом на имя своей дочери Александры Васильевны, в замужестве Бегичевой.
Тут прошло детство его сына — героя Отечественной войны 1812 года Дениса Давыдова и его брата Евдокима, прославившегося в Аустерлицком сражении.
К 1800 году село разрослось, по данным, приведённым в «Экономических примечаниях», которые были составлены к материалам Генерального межевания 1797—1798 годов, в нём находились: «церковь каменная Рождества Христова. Дом господский деревянный. Две мучные мельницы о двух поставах, первая на речке Колочи, вторая на речке Войне», а также 25 крестьянских дворов, 114 душ «мужеска» и 123 «женска».
Здесь же указано, что 10 дворов — «часть умерших генерал-майора и кавалера Евдокима Алексеевича Щербинина и жены его Александры Осиповны состоит по вексельным претензиям в описи».
За другими владельцами в с. Бородино — действительным статским советником Иваном Гавриловичем Воейковым и гвардии секунд-ротмистром Николаем Петровичем Савёловым — записано семь и восемь дворов.
В 1801 году Денис Давыдов уехал из села, поступив на военную службу: сначала кавалергардом, потом гусаром.

### Бородинское сражение (1812)

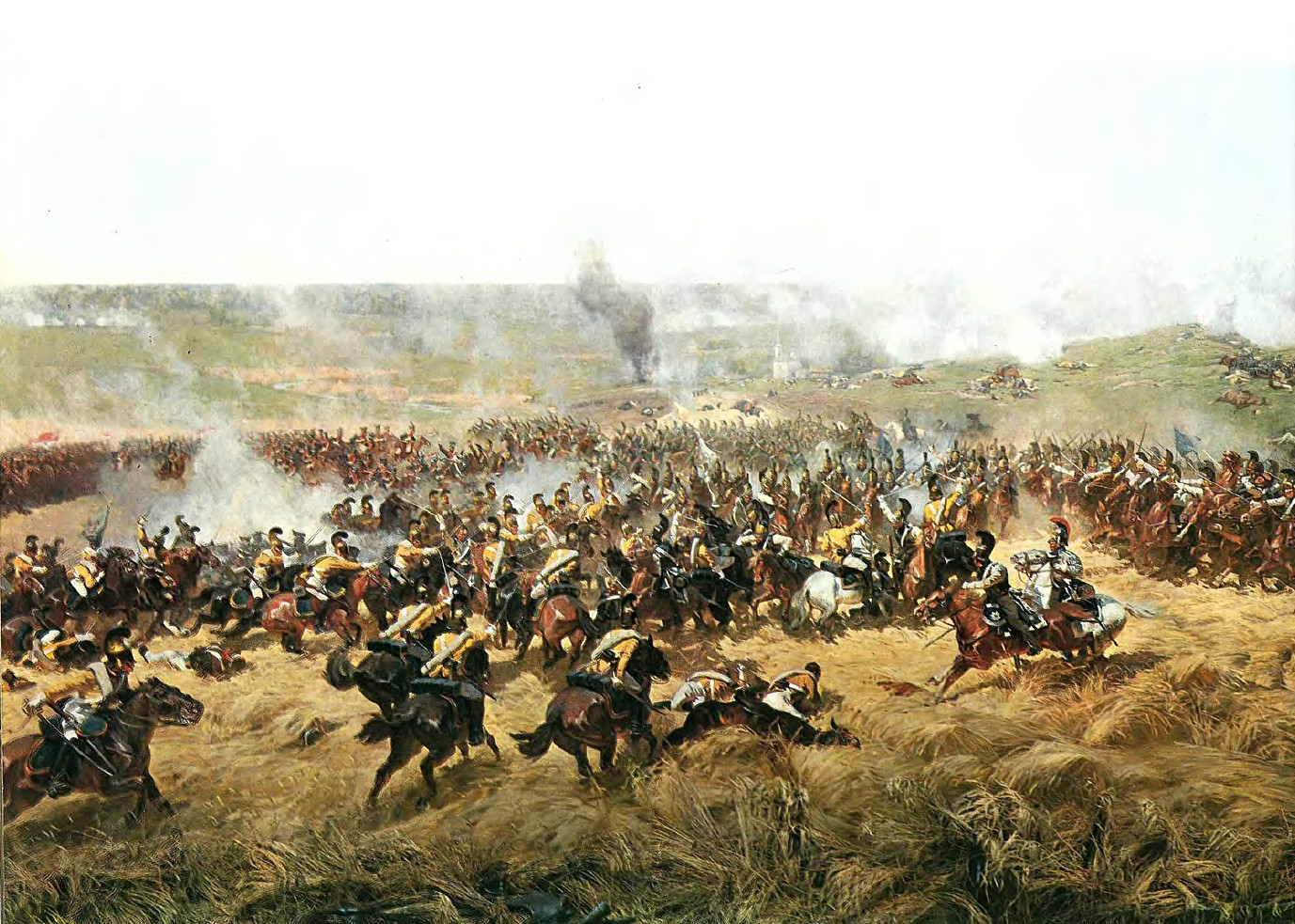
Церковь Рождества Христова на заднем плане Бородинского сражения.

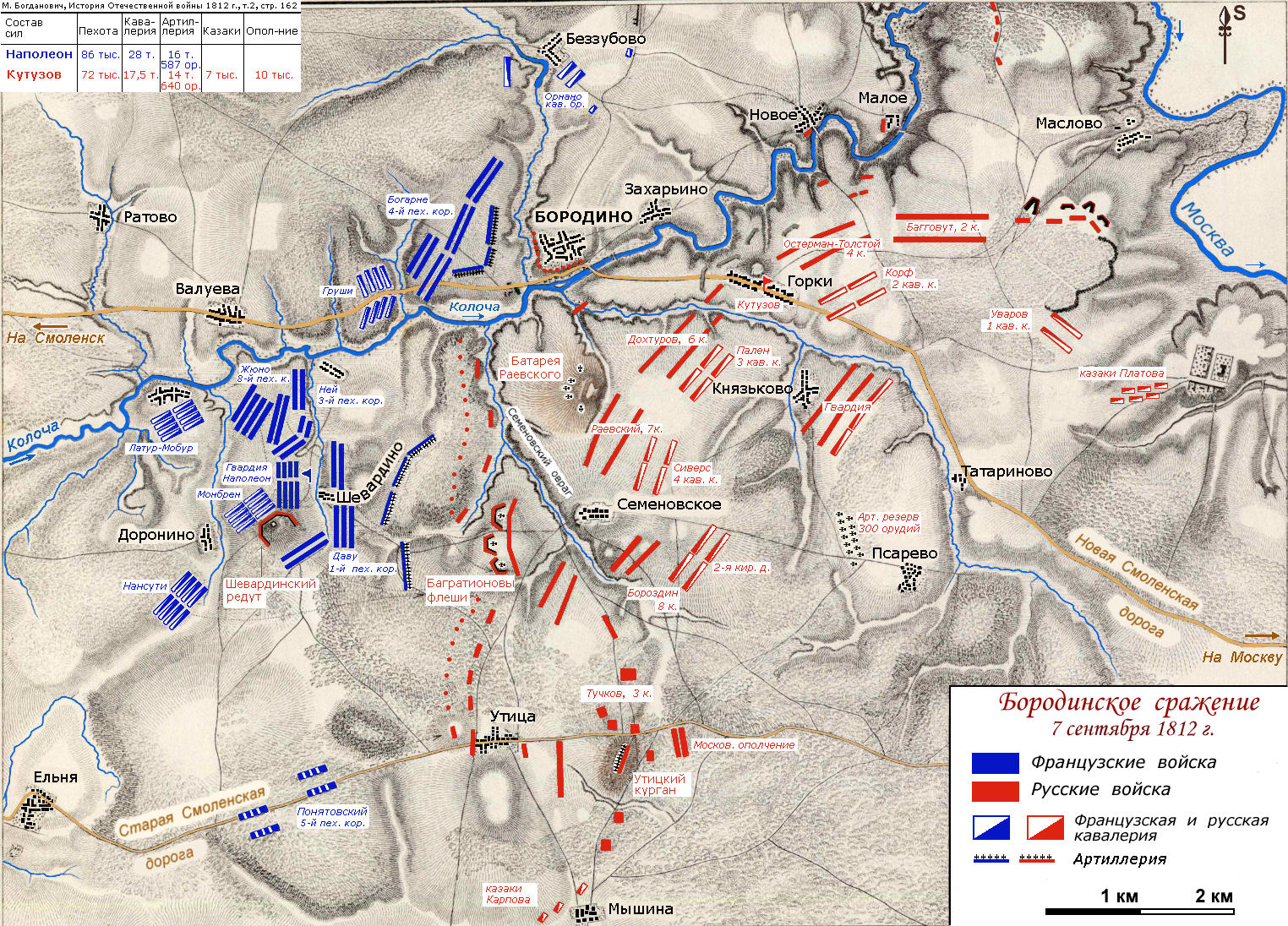
Село Бородино на карте Бородинского сражения.

В 1812 году судьба возвратила Дениса Давыдова в места, где он провёл своё детство.
Вот что он писал о подготовке к Бородинской битве в «Дневнике партизанских действий 1812 года»: «…Мы подошли к Бородину. Эти поля, это село мне были более, нежели другим, знакомы! Там я провёл беспечные лета детства моего и ощутил первые порывы сердца к любви и к славе. Но в каком виде нашёл я приют моей юности! Дом отеческий одевался дымом биваков. Ряды штыков сверкали среди жатвы, покрывшей поля, и громады войск толпились на родимых холмах и долинах. Там, на пригорке, где некогда я резвился и мечтал… там закладывали редут Раевского… Всё переменилось!… Я лежал под кустом леса за Семёновским, не имея угла не только в собственном доме, но даже и в овинах, занятых начальниками. Глядел, как шумные толпы солдат разбирали избы и заборы Семёновского, Бородина и Горок для строения биваков и раскладывания костров…».
Фёдор Николаевич Глинка описывает выбранный для боевых действий плацдарм следующим образом: «Наша боевая линия стала на правом берегу Колочи, — лицом к Колоцкому монастырю, к стороне Смоленска; правым крылом к Москве-реке, которая в виде ленты извивается у подножия высот Бородинских… В Колочу впадают: речка Войня, ручьи — Стонец, Огник и другие безымённые. Все эти реки и ручьи имеют берега довольно высокие, и если прибавить к тому много рытвин, оврагов, по большей части лесистых, и разных весенних обрывов, промоин, то понятно будет, отчего позиций Бородинская на подробном плане её кажется бугристою, разрезанною, изрытою. Леса обложили края, частые кустарники и перелески шершавятся по всему лицевому протяжению, и две больших (старая и новая Московские) дороги перерезают позицию, как два обруча, по направлению от Смоленска к Москве… В середине нашей боевой линии заметны и важны два пункта: Горки и деревня Семёновская. Между ними тянется отлогая высота с лёгким скатом к речке Колоче… Следуя глазами за протяжением главной линии к левой стороне, вы упираетесь на левом фланге в болото, покрытое частым лесом. Тут расположена деревня Утица. Через неё от села Ельни идёт на Можайск старая Смоленская дорога, уже давно оставленная».
Вероятно, что 22 августа, в день занятия русскими войсками позиции для генерального сражения, в доме Давыдовых на некоторое время останавливался М. И. Кутузов. Однако, несмотря на ряд документов с пометками «село Бородино», подписанных им накануне битвы 23-24 августа, его Главная квартира разместилась не в Бородине, а в соседней усадьбе Татариново.
Во время подготовки к сражению постройки села Бородино были сожжены русскими солдатами перед началом битвы. По воспоминаниям Н. Е. Митаревского: «От нечего делать мы, офицеры, сначала гуляли в роще, потом направились к реке Колоча, увидели за ней большой господский деревянный дом и решились из любопытства побывать в нём. Там уже хозяйничали солдаты. Вошедши через садовое крыльцо в залу, увидели мы два разбитых зеркала, одно — на полу, другое — на стене; стулья и столы были разбросаны по комнате и большей частью поломаны; диваны и кресла ободраны; один солдат колотил палкой хрустальную люстру и забавлялся, глядя как летели осколки. „Зачем ты это делаешь?“ — спросили мы. „Да так, ваше благородие, чтоб не доставалось французу“. Во всех других комнатах было такое же разрушение. Ещё до начала сражения этот дом загорелся. „Говорили, что зажгли его нарочно, чтобы не засели там французы“». Дома в западной части села были накануне сражения также разобраны или сожжены располагавшимися в нём лейб-егерями.
Во время Отечественной войны 1812 года 26 августа (7 сентября) 1812 год на Бородинском поле около села Бородино, расположенном на Новой Смоленской дороге на Москву, произошло ожесточённое Бородинское сражение.
Как писал Михаил Илларионович Кутузов, это была «баталия… самая кровопролитнейшая из всех, которые в новейших временах известны».
В ходе боя и артиллерийской перестрелки оставшиеся дома в с. Бородино были уничтожены.
Сильно пострадала Бородинская церковь — глава была пробита ядром, стены избиты пулями, следы от которых были заметны ещё в 1848 году, колокольня повреждена огнём французской артиллерии, крытая галерея, иконостас и святые престолы сожжены, двери и оконные рамы выбиты и разломаны.
По наступлении зимы полуразрушенная церковь послужила убежищем для вернувшихся из лесов на пепелище обитателей села.
В «Ведомостях по Можайскому уезду сожжённых неприятелем, ныне же не совершенно обстроенных, и о тех кои по разорению необитаемы с замечаниями», составленной генералом от кавалерии Тормасовым 4 января — 19 февраля 1816 года указано, что сёл Бородино с деревнями Семёновская и Горки «Его же господина Воейкова и секунд ротмистрши Елизаветы Петровны Савёловой, девицы Александры Васильевны Давыдовой» были сожжены.

### Между двумя войнами

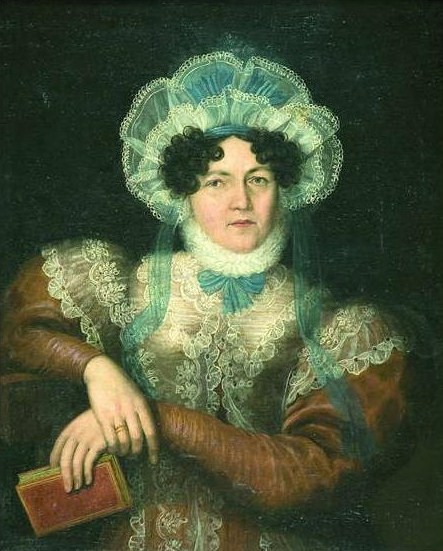
Александра Васильевна Бегичева, владелица села

В 1814 году владелицами села были «вдовствующая госпожа Елизавета Петровна Савёлова» и «девица Александра Васильевна Давыдова».
Владелицы села, не надеявшись восстановить разрушенный храм, в 1814 году обращались с прошением приписать их крестьян к приходу в селе Криушино, однако Постановлением Московской Духовной Консистории получили разрешение быть приписанными только до восстановления церкви в Бородине.
Восстановление храма занялась Маргарита Михайловна Тучкова, муж которой погиб в сражении на Бородинском поле. Её стараниями в церкви в честь Смоленской иконы Божией Матери был устроен нижний храм во имя преподобного Сергия Радонежского. К 16 июля 1816 года нижний Сергиевский придел Храма был восстановлен и освящён.
«Описание Бородинского округа в Можайском уезде с указанием местоположения, границ, селений, входящих в состав округа, дорог, численности населения, земельных угодий» 1817 года содержит сведения о том, что в «селе Бородине действительного статского советника Ивана Воейкова, ротмистрши Елизаветы Воейковой <в действительности Савёловой> и девицы Александры Давыдовой дворовых людей мужеска 51, женска 47, крестьян мужеска 65, женска 65, крестьянских участков по тяглам 35, хозяев 20, каменная церковь во имя Рождества Христова 1, жилых домов 20, хлебный запасной магазин 1». То есть из 17 господских домов в 13 населённых пунктах, которые существовали до 1812 года, к 1817-му сохранилось или были восстановлены только четыре, в Татаринове, Михайловском, Малом и Алексинках, не было господского дома и в Бородине. Он был построен А. В. Бегичевой позднее, на новом месте ниже церкви, недалеко от дороги на Беззубово и Логиново.
В 1817 году императором Александром I была предпринята безуспешная попытка приобрести (в государственную собственность или в императорское владение — неизвестно) у сестры Дениса Давыдова А. В. Бегичевой «принадлежащее ей село Бородино с деревнями Горки и Семёновское», но условия сделки не удовлетворяли обе стороны.
В июне 1824 года во время архипастырской поездки в западную часть Московской епархии село и Бородинский Храм посетил Святитель Филарет митрополит Московский. При его попечении под наблюдением Чудовского архимандрита Гавриила и казначея Лужецкого монастыря иеромонаха Иоасафа, к 1826 году на средства из казны и на пожертвования верхний храм был восстановлен и церковь была полностью отремонтирована: «церковь деревянным, а что принадлежит и каменным строением очень хорошо отделана», но не освящена.
30 мая 1830 года А. В. Бегичева продала Бородинское имение «жене чиновника 9-го класса Елизавете Фёдоровне Воейковой».
По данным VIII (1834 года) ревизии, в селе Бородино насчитывалось 52 души мужского пола.
В 1837 году на Бородинское поле впервые прибыл Наследник Цесаревич Александр Николаевич. 23 июля он посетил Семёновскую Спасскую пустынь, на которой потом был построен Спасо-Бородинский женский монастырь, затем побывал на «батарее Раевского», где положил камень в основание Главного памятника.После этого Цесаревич вернулся в Бородино, где накануне ночевал в доме Елизавете Воейковой, и внёс первое пожертвование на Бородинский Храм — 500 рублей.
В 1837 году по указу императора Николая I, подписанному в день 25-летия Бородинского сражения, село Бородино с окрестностями было выкуплено и подарено цесаревичу.
Согласно купчей от 18 октября 1837 года Елизавета Фёдоровна Воейкова за 150 тыс. руб. ассигнациями продала Великому князю Александру Николаевичу имение «с господским и их крестьянским в тех селениях всякого рода строением и заведениями…» в 744 десятины 140 кв. саженей (около 800 га) и «мужеска пола сто три души с их жёнами, вдовами, девками и обоего пола детьми». Поскольку Бородинская земельная дача была чересполосным владением разных хозяев, 15 октября 1838 года была составлена полюбовная сказка по её размежеванию. Межа была учинена 3 декабря 1838 года, после чего площадь Бородинского имения «Его Императорского Высочества Государя Наследника Цесаревича» составила 739 дес. 1547 кв. саженей. Подробная информация о нём содержится в «Геометрическом специальном плане…селу Бородину и части деревни Семёновской». Бородинское имение поступило в состав Борисовского отделения Московской удельной конторы. Именно на этих землях находились в основном сохранившиеся руины земляных укреплений и братские могилы. Новый владелец «приказать изволил: а) оброк с крестьян обратить на поправление их быта, по усмотрению ближайшего начальства; и б) отчёты по сей сумме предстовлять Его Высочеству по истечении каждого года».

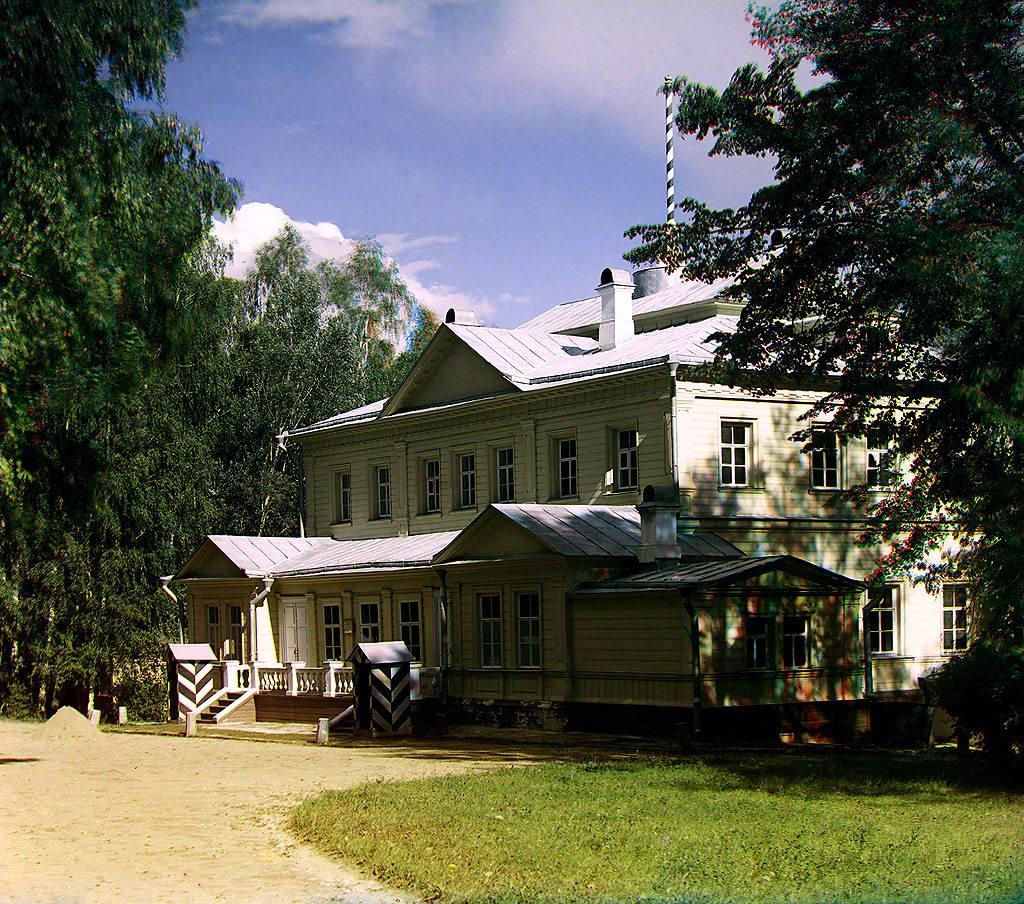
Императорский дворец в деревне Бородино (северный фасад). 1911 год, С. М. Прокудин-Горский

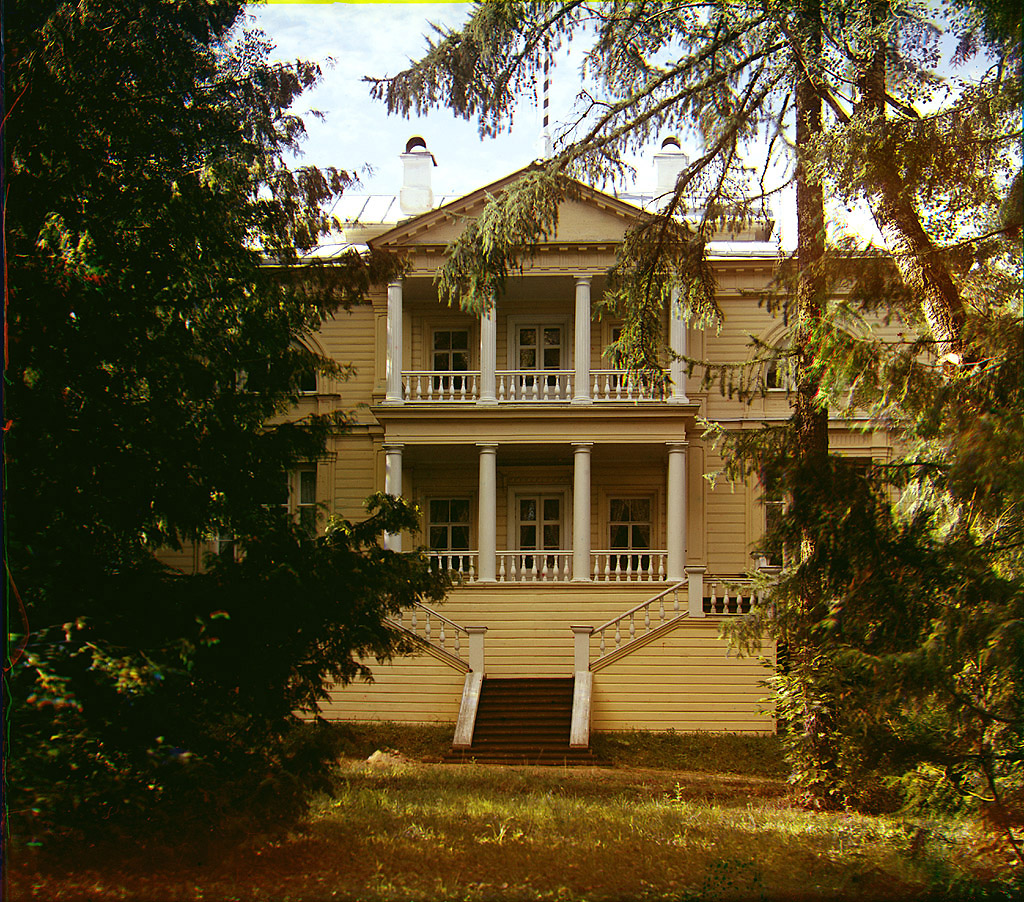
Императорский дворец в деревне Бородино (южный фасад). 1911 год, С. М. Прокудин-Горский

Находящийся неподалёку от церкви господский дом Воейковых был перестроен «дворец деревянный, двухэтажный, на каменном жилье, крытый железом» по проекту архитектора Александра Ивановича Резанова, а территория вокруг дворца преобразована из Бородинской помещичьей усадьбы в дворцово-парковый ансамбль в котором был заложен английский сад на площади 2262 кв. сажени, ограниченный Беззубовской и Смоленской дорогами, дорожкой к церкви и верхней террасой с дворцом. Для постоянного ухода за дворцом и усадьбой в целом были определены два отставных унтер-офицера, дворовой человек, скотник с женою и сельский староста. Во дворце находились книги и карты, связанные с Бородинским сражением. Рядом со дворцом по одинаковым проектам были построены «три кавалерские дома (или флигели) на каменном фундаменте, с мезонинами», а также хозяйственные объекты включали кладовую, флигель на каменном жилье для кухни и кондитерской, сарай, конюшню и кладовую. Из старых построек были переделаны скотный двор с двумя избами, погребом и молочной, хлебный запасной магазин с закромами. «В саду» была возведена «столовая зала» для торжественного обеда, который давал Николай I многочисленным гостям юбилейных торжеств 1839 года. Вдоль Большой Смоленской дороги по отдельному проекту, «частью из старого» было построено 10 крестьянских изб с воротами и заборами. Возведены были также временные сооружения «кухня, с пекарнею и прочими службами; прачешная, с сушильнями и прочими службами; ледник с пятью разделениями». Церковь в селе также была восстановлена и освящена в честь Смоленской иконы Божией Матери.
В мае 1841 года и в июне 1861 года деревню дважды посещал сначала наследник, а потом император Александр II останавливаясь во дворце.
В год освобождения крестьян 9 июня 1861 года село и Бородинский Храм посетил император Александр II с императрицей Марией Александровной, преподнеся в дар церкви Нерукотворный Образ Спасителя, некогда вручённый им игуменьей Марией[уточнить].
В феврале 1866 года последовал капитальный ремонте Бородинского дворца, внешний облик дворца был сохранён, но в нём была обновлена меблировка, появились живописные портреты Николая I и М. Б. Барклая-де-Толли, литографии с батальными сценами. К началу XX века дворец своим внутренним убранством был похож на «хороший помещичий дом прежнего времени, очень уютный, с низенькими весёлыми комнатами верхнего этажа, обставленный весь старинной мебелью». Дворец редко использовавшийся для жилья превратился в музей Отечественной войны 1812 года и был доступен для осмотра посетителями по предварительной договорённости, а с 1910 года — по билетам. Некоторые предметы из дворца хранятся в «Бородинском музее».
В 1876 году по ходатайству Можайского Уездного Предводителя дворянства графа Алексея Сергеевича Уварова на заднем дворе Бородинской усадьбы для детей крестьян с. Бородино и окрестных деревень было открыто училище.
В период русско-турецкой войны в 1877—1878 годы кавалерские корпуса Бородинского имения были заняты для раненых.
В 1891 году Бородино и Бородинскую церковь посетили Великий князь Сергей Александрович с Великой княгиней Елизаветой Фёдоровной и даровали Храму икону преподобного Сергия Радонежского в драгоценном окладе.
В 1911—1912 годах в Бородинском имении вновь были произведены реставрационные работы под руководством архитектора В. В. Шеймана. Кроме прочих работ, взамен прежних обветшавших кирпичных тротуаров, с трёх сторон дворца были сделаны асфальтовые дорожки, идущие затем вдоль всех трёх кавалерийских корпусов. На месте бывшего перед дворцом и корпусами покатого травяного газона была спланирована засыпанная гравием площадка для постановки на ней четырёх больших палаток для высочайшего завтрака, и устроены ещё четыре площадки для той же цели в парке. Парк был очищен от сухостоя, деревьев и кустов; вырублена и подрезана часть деревьев, чтобы открыть вид с балкона и террасы дворца на памятник на батарее Раевского и Спасо-Бородинский монастырь, а также спланированы дорожки и цветочные клумбы. Проводились реставрационные работы и в Бородинском храме, который уже тогда являлся памятником архитектуры, и все работы в ней проводились под контролем членов Московского археологического общества - художника Сергея Дмитриевича Милорадовича и архитектора Ивана Васильевича Рыльского.
В рамках торжеств по случаю 100-летия Отечественной войны 1812 года днём 26 августа (7 сентября) 1912 год на площадке императорского дворца был устроен завтрак для почётных гостей Бородинского праздника, на котором присутствовал император Николай II. По некоторым данным в это время на востоке напротив территории Храма, на правой стороне дороги к деревням Беззубово и Логиново стоял бюст из белого мрамора императору Александру II Освободителю, поставленный крестьянами Бородина и его окрестностей. Тогда же севернее Храма находилось единственное сохранившееся здание старого села Бородино — здание сельской школы Удельного ведомства, которое обеспечивалось из средств императорской семьи, в котором позже разместилась местная администрация.
В 1917 году, в связи с устройством лазарета для раненых воинов, все ценности из дворца были перенесены в один из кавалерских корпусов. Судя по акту передачи Бородинского имения в ведение Временного правительства от 8 августа 1917 г., все строения ансамбля, включая постройки 1912 г., находились в порядке.
После Октябрьской революции в 1918 году Бородинское имение перешло в ведение Управления Московскими народными дворцами. В докладе члена Комиссии Мособлсовета по охране памятников искусства и старины Н. А. Алексеева Бородинский дворец прямо называется музеем: «Дворец, видимо, будет в недалёком времени занят под культурно-просветительные цели». Однако, через некоторое время, дворец (как не имеющий исторической и художественной ценности) был занятым больницей и аптекой.
В 1930 году деревенский храм закрыли и передали артели «Ветеринария», а в 1932 году на Бородинском поле взорвали памятник и склеп с прахом князя Багратиона.
Комиссия Наркомпроса, обследовавшая состояние Бородинского поля летом 1937 года сделала вывод: «Бывший дворец представляет собой двухэтажное деревянное здание, построенное к приезду Николая I-го. Никакой исторической и художественной ценности это здание не имеет. В настоящее время в нём расположена аптека и больница». Бородинский храм был в это время обезображен «всевозможными пристройками» и занят «слесарными мастерскими Райпромкомбината». По мнению комиссии, «приведение церкви в первоначальный вид очень затруднительно, требует больших затрат и не имеет смысла».

### Великая Отечественная война (1941—1945)
До начала боёв на Можайской линии обороны, в 1941 году бывший Бородинский дворец и кавалерские корпуса использовались под госпиталь.
Деревня Бородино и Бородинское поле были одним из мест ожесточённых сражений при обороне Москвы во время Великой Отечественной войны. Основные боевые действия в районе деревни развернулись 13 октября 1941 года. Советским войскам противостоял 40-й моторизованный немецкий корпус, в частности элитная дивизия СС «Рейх», наступление которой было задержано на шесть дней и 7-я баварская пехотная дивизия.
Потерпев поражение, Красная армия отступила, однако часть раненных эвакуировать не смогли. Жители деревни помогали оставшимся раненым бойцам, прятали у себя солдат и офицеров, попавших в окружение. В архивах сохранилось описание следующего случая. В октябре 1941 года в бою под Бородином были тяжело ранены лейтенант Денисов и три бойца. Колхозник деревни Беззубово В. Т. Ревков подобрал раненых и перевёз их в дом своей дочери в селе Бородино, где они скрывались и лечились три месяца. Продукты собирались при помощи школьников селения. Когда Красная армия освободила деревню, раненые воины были переданы в госпиталь.
После трёх месяцев оккупации Бородино было освобождено 21 января 1942 года.
Перед отступлением немецкие войска сожгли все дома в селе Бородине, включая здание дворца.

### Советский период после Великой Отечественной войны

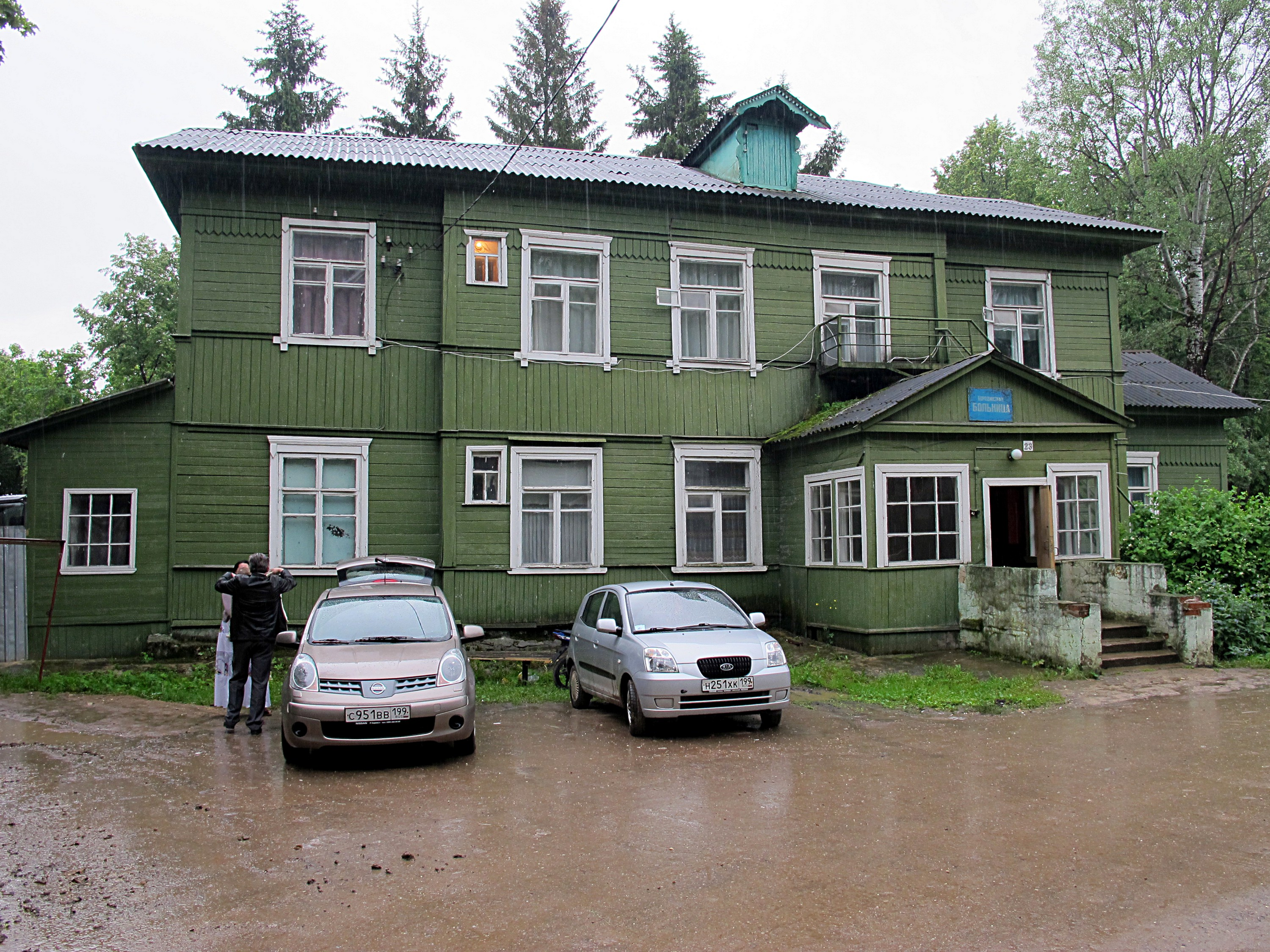
Бородинская больница, построенная на фундаменте ансамбля Императорского дворца (2012-06-10).

После войны на оставшихся фундаментах кавалерских корпусов было построено деревянное здание больницы, а место, где стоял дворец, распланировано и засажено деревьями.
В послевоенный период председателем Бородинского колхоза был фронтовик Епифан Яковин, активно боровшийся за снос деревенского храма.
Однако в канун 150-летия Отечественной войны 1812 года — в 1961 году, указом правительства РСФСР поле Бородинского сражения было объявлено музеем-заповедником «со включением в него памятных мест, исторических памятников Бородинского поля и Государственного Бородинского военно-исторического музея». Здание Бородинского храма восстановили под руководством Николая Ивановича Иванова и в нём разместился филиал Бородинского военно-исторического музея-заповедника.

### Современная Россия

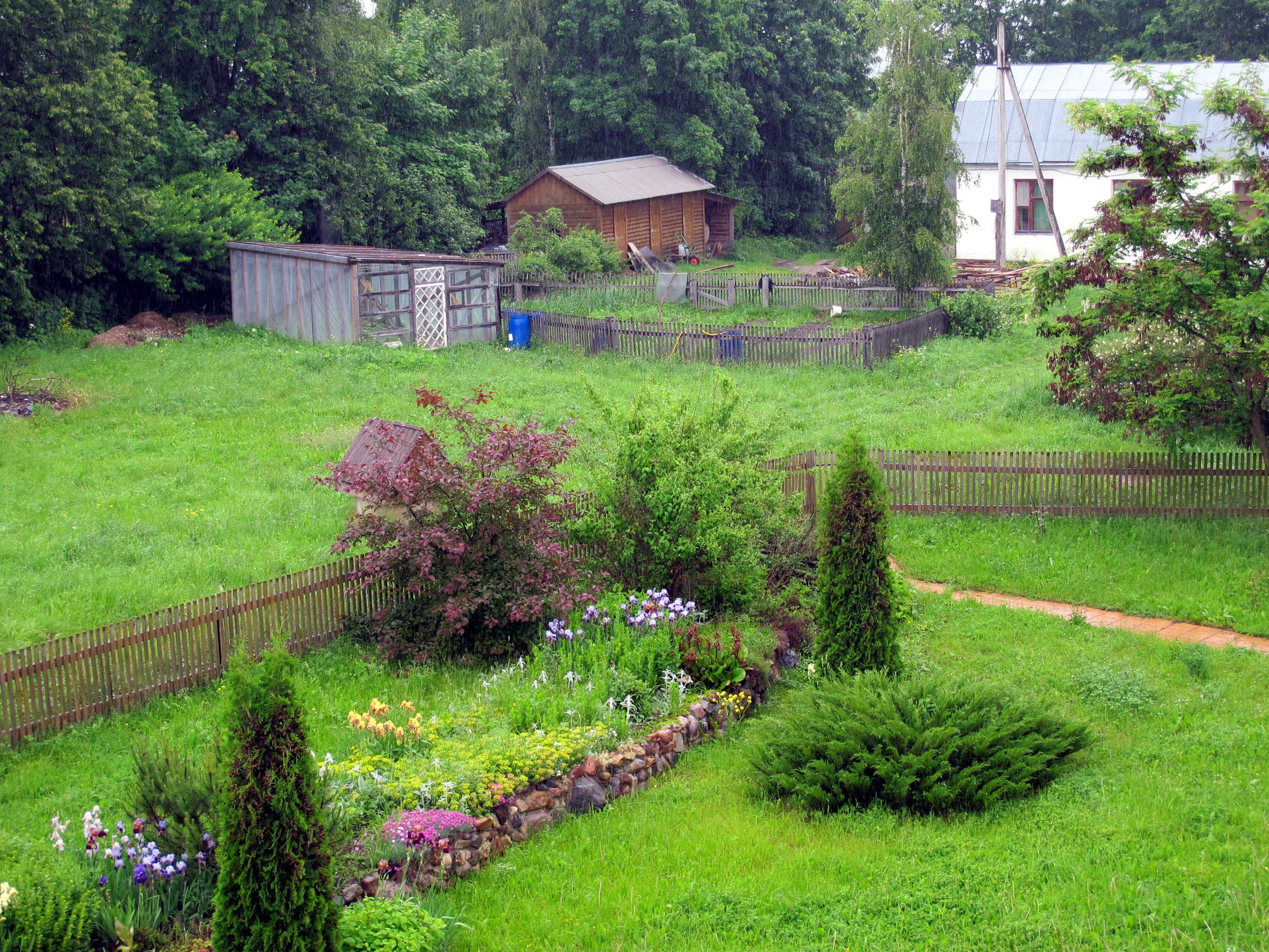
Вид на деревню Бородино с Церкви Смоленской иконы Божией Матери (2012-06-10)

В 1989 году прошло первое богослужение в нижнем Сергиевском храме Бородинской церкви.
21 декабря 2004 года законом «О статусе и границах Можайского муниципального района и вновь образованных в его составе муниципальных образований» было первоначально сформировано муниципальное образование Сельское поселение Бородинское с центром в деревне Бородино.
Новая версия этого закона была принята в марте 2005 года.
В состав сельского поселения вошли населённые пункты позже упразднённых административно-территориальных единиц Бородинского, Кукаринского и Синичинского сельских округов Можайского района Московской области.
По сведениям 2006 год, в деревне Бородино проживало 60 человек в 28 дворах.
К 200-летию Бородинского сражения началось воссоздание императорский дворцово-паркового ансамбля в селе Бородино. Были построены: дворец, три кавалерских корпуса, столовую залу и кондитерский флигель, а также планируется разбить парк вокруг дворца.

## Население
| 2002 | 2006 | 2010 |
| ---- | ---- | ---- |
| 70   | ↘60  | ↗63  |

## Транспорт
Деревня расположена на автомобильной дороге Можайск—Уваровка; в деревне — повороты на Семёновское к станции Бородино и музею-заповеднику, а также на Беззубово, Троицу и Поминово.
Ближайшая железнодорожная станция — Бородино, расположенная в посёлке Бородино в 4 км к юго-востоку от деревни.

## Достопримечательности

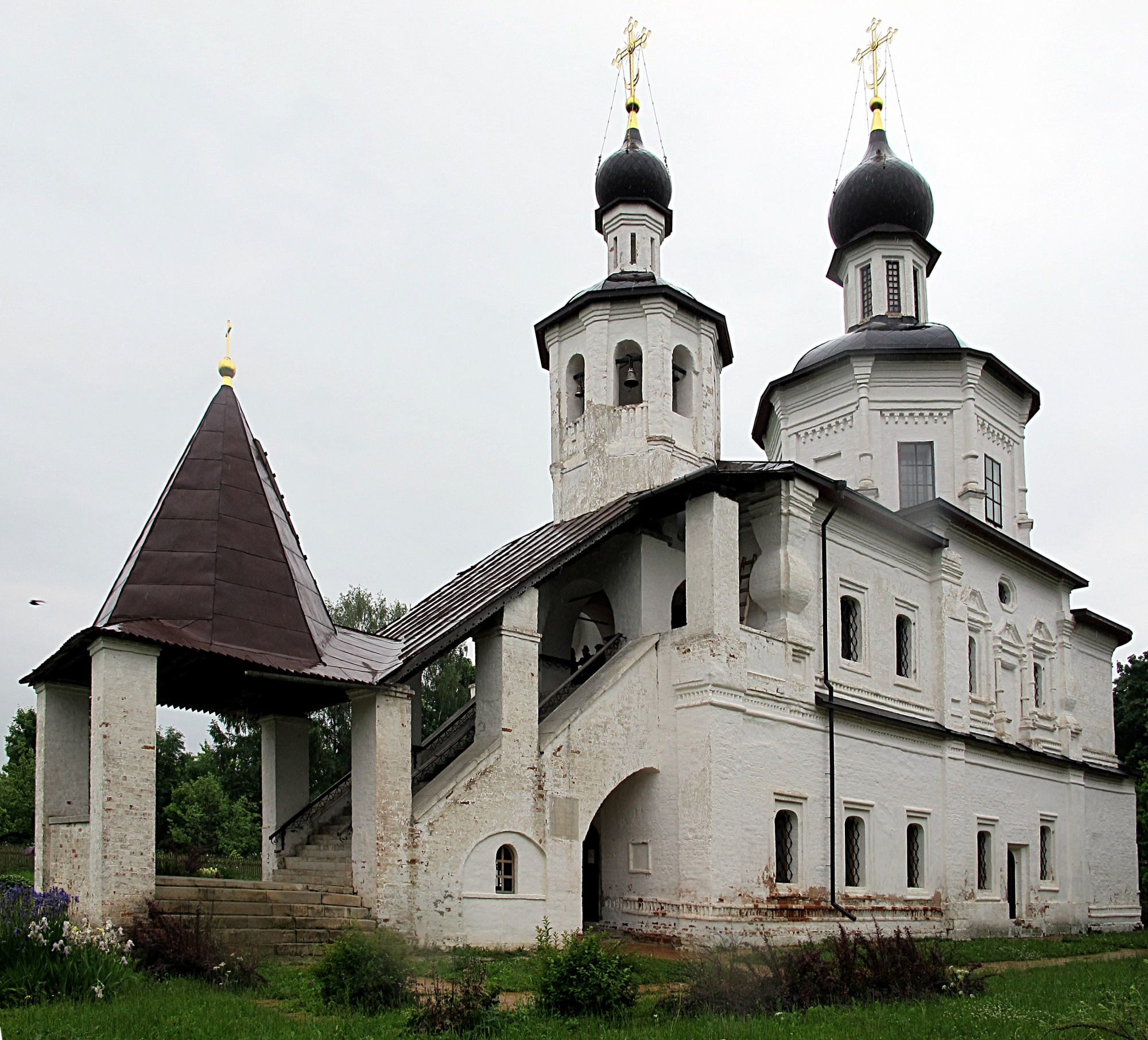
Церковь Смоленской иконы Божией Матери (10 июня 2012).

В деревне расположена Церковь Смоленской иконы Божией Матери построенная в 1697—1701 годах окольничими Павлом и Тимофеем Петровичами Савёловыми в стиле московское барокко и первоначально освящённая в 1701 году в честь Рождества Христова.
В селе Бородино также находятся следующие объекты культурного наследия федерального значения: дворец путевой императорский, Бородинский парк, остатки мельничной плотины.

## Археологические изыскания
В 2001 году археологом М. В. Волковой на территории с. Бородино было выявлено селище «Бородино-1» датирующееся XVI—XIX вв., а также локализовано местоположение дворянского усадебного дома второй половины XVIII — начала XIX в. По заданию Бородинского музея-заповедника в 2006 году археологу М. И. Гонян провёл детальное археологическое обследование селища с закладкой девяти шурфов. Были выявлены границы памятника площадью около 3,9 га имеющего неправильную овальную форму, длинной осью ориентировано по линии северо-северо-восток — юго-юго-запад. Селище нарушено современной жилой застройкой с. Бородино и частично разрушено автомобильной дорогой. Уточнена датировка памятника XV—XVII, XVIII—XIX веками. В настоящее время селище «Бородино-1» распоряжением министерства культуры Московской области отнесено к выявленным объектам культурного наследия.
В 2007 году при проведении инженерно геологических изысканий были обнаружены фундаменты дворца, кондитерского флигеля и одного из трёх кавалерских корпусов.

## Бородино в поэзии, песнях и кораблях
- А. С. Пушкин. Бородинская годовщина
- М. Ю. Лермонтов. Бородино
- К. М. Симонов. Безымянное поле
- Юрий Шевчук. Бородино
- Корабли с названием Бородино